# 黑腺虎耳草
黑腺虎耳草（学名：Saxifraga nigroglandulosa）为虎耳草科虎耳草属下的一个种。

## 扩展阅读
維基物種上的相關：黑腺虎耳草